# Malcolm X (film)
Malcolm X (v anglickém originále Malcolm X) je americký biografický dramatický film z roku 1992 na téma života černošského aktivisty Malcolma X. Režisérem filmu je Spike Lee. Hlavní role ve filmu ztvárnili Denzel Washington, Angela Bassettová, Albert Hall, Al Freeman, Jr. a Delroy Lindo.

## Ocenění
Denzel Washington byl za svou roli Malcolma X v tomto filmu nominován na Oscara a Zlatý glóbus. Film byl nominován na Oscara také v kategorii nejlepší kostýmy.

## Obsazení
| Denzel Washington    | Malcolm X       |
| Angela Bassettová    | Betty X         |
| Albert Hall          | Baines          |
| Al Freeman, Jr.      | Elijah Muhammad |
| Delroy Lindo         | Archie          |
| Spike Lee            | Shorty          |
| Roger Guenveur Smith | Rudy            |
| Theresa Randle       | Laura           |
| Christopher Plummer  | Chaplain Gill   |
| Nelson Mandela       | učitel          |
| Ossie Davis          |                 |
| David Patrick Kelly  | pan Ostrowski   |